# Paolo Dezza
Paolo Dezza S.J. (Parma, 13 december 1901 - Rome, 17 december 1999) was een Italiaans geestelijke en kardinaal van de Rooms-Katholieke Kerk.
Dezza trad in 1918 toe tot de Jezuïeten en studeerde aan verschillende studiehuizen van deze orde. Hij werd op 25 maart 1928 priester gewijd. Van 1929 tot 1932 doceerde hij aan de Pauselijke Gregoriaanse Universiteit. Van 1932 tot 1935 verbleef hij - in verband met zijn zwakke gezondheid - in Davos-Platz. Hierna werd hij provinciaal van de Jezuïeten in Veneto-Milaan.
Van 1941 tot 1951 was Dezza rector magnificus van de Pauselijke Gregoriaanse Universiteit. In 1951 werd hij internationaal delegaat voor de studiehuizen van de Jezuïeten. Vervolgens was hij secretaris-generaal van de Internationale Federatie van Pauselijke Universiteiten. Dezza was de biechtvader van zowel paus Paulus VI als paus Johannes Paulus I. In 1981 benoemde paus Johannes Paulus II hem tot pauselijke delegaat bij de Jezuïeten, die op dat moment door een interne richtingenstrijd werden geteisterd. Dezza wist de Orde weer in rustiger (en pausgezinder) vaarwater te krijgen.
Tijdens het consistorie van 28 juni 1991 werd Dezza kardinaal gecreëerd; hij kreeg de rang van kardinaal-diaken. Dit was - gelet op de hoge leeftijd van Dezza - vooral een creatie uit eerbetoon een dankbaarheid. Zij titeldiakonie werd de Sant'Ignazio di Loyola in Campo Marzio. Vanwege zijn leeftijd verleende de paus hem vrijstelling van de verplichting tot bisschop gewijd te worden.
Dezza overleed op 98-jarige leeftijd en zijn lichaam werd in eerste instantie bewaard in het mausoleum van de jezuïeten op de begraafplaats van Verano. De paus zelf ging voor in de requiemmis. In 2006 werd Dezza herbegraven in zijn titeldiakonie.
- Biblioteca Nacional de España: XX1381850
- Bibliothèque nationale de France: cb12210996b (data)
- Gemeinsame Normdatei: 133860973
- International Standard Name Identifier: 0000 0003 5874 2210
- Library of Congress Control Number: n84143521
- Nederlandse Thesaurus van Auteursnamen: 073969257
- Istituto Centrale per il Catalogo Unico: CFIV065280
- Système universitaire de documentation: 030758106
- Virtual International Authority File: 212429449
- WorldCat: E39PBJbtj347MH89m9fy3MCmh3